# Boccaccio '70
Boccaccio '70 (titlul original: în italiană Boccaccio '70) este un film de comedie italian, realizat în 1962 de regizorii Mario Monicelli, Federico Fellini, Luchino Visconti, Vittorio De Sica bazat pe o idee de Cesare Zavattini. Filmul este o antologie în patru episoade, fiecare prezentând un aspect diferit al moralității și dragostei în timpurile moderne, tratate în stilul lui Giovanni Boccaccio. 
Cele patru episoade originale sunt: 
- Episodul I: Renzo și Luciana (Renzo e Luciana), regia Mario Monicelli – după L'avventura di due sposi (1958) de Italo Calvino din volumul Povestiri
- Episodul II: Tentația (La tentazione del dottor Antonio), regia Federico Fellini
- Episodul III: Lucrul (Il lavoro), regia Luchino Visconti – după romanul lui Guy de Maupassant Pe marginea patului (Au bord du lit, 1883)
- Episodul IV: Tombola (La riffa), regia Vittorio De Sica

În ediția străină, episodul regizat de Monicelli a fost eliminat din antologie, ceilalți trei regizori din solidaritate au refuzat să meargă la al 15-lea Festival de Film de la Cannes, unde filmul a fost prezentat în afara competiției.

## Rezumat
Inspirat conceptual din romanele lui Giovanni Boccaccio, fiecare episod se concentrează asupra sexului în Italia anilor șaizeci, o perioadă de boom economic și mari schimbări culturale.

## Episodul I: Renzo și Luciana (Renzo e Luciana)
În Renzo și Luciana, un tânăr cuplu încearcă să-și ascundă căsătoria și presupusa sarcină a soției, față de contabilului draconic al firmei, care a interzis orice relație între angajați. Nu au apartament și de aceea se întâlnesc uneori în zone ascunse ale fabricii. Însă contabilul sever nu este totuși împotriva aventurilor ieftine, cu angajatele de sex feminin. 

## Episodul II: Tentația (Le tentazioni del dottor Antonio)

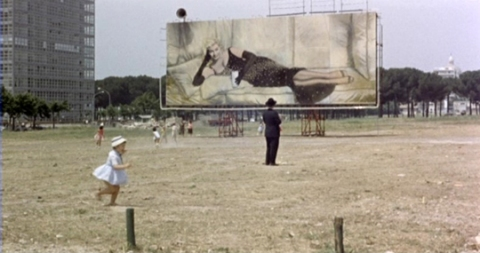
Secvență din episodul Tentația de Fellini cu Anita Ekberg în poza de pe panoul publicitar

În episodul lui Fellini, Peppino De Filippo joacă rolul unui paznic crispat. Antonio Mazzuolo, căruia i se construiește în fața apartamentului său un enorm panou publicitar, pe care o luxuriantă Anita Ekberg face reclamă pentru lapte, îi răpește tot mai mult atenția. Ekberg îi apare de mai multe ori printre altele, ca o femeie uriașă care îl urmărește noaptea prin Roma. Mazzuolo este împărțit între indignare morală, dezgust dar și dragoste pentru ea. Complet confuz, în dimineața următoare a fost dat jos de pompieri de pe panoul publicitar și dus cu o ambulanță la spital. 

## Episodul III:  Lucrul
În episodul lui Visconti, Romy Schneider interpretează pe o contesă tânără care descoperă că soțul ei vizitează regulat fete de companie. Ea îi explică că este obosită de viața inutilă pe care o duce alături de el și vrea să-și caute un loc de muncă. Din moment ce ea nu a învățat nimic, singura modalitate de a se răzbuna și totodată de a câștiga un ban este ca el să o plătească pentru serviciile sexuale care ca soție, ar fi fost gratuite. El acceptă propunerea.

## Episodul IV: Tombola
Zoe interpretată de Sophia Loren, este proprietara atractivă a unui stand de tir, care din cauza greutăților financiare, oferă ca premiu pentru primul loc la o loterie de 70 de bilete organizată de ea, câștigătorul să petreacă o noapte cu ea. Prețurile biletelor se ridică la cotă extrem de ridicată. Dar tocmai acum, Zoe se îndrăgostește de gelosul Gaetano.

## Distribuție
Renzo și Luciana
- Marisa Solinas – Luciana
- Germano Gilioli – Renzo

Tentația
- Peppino De Filippo – doctorul Antonio Mazzuolo
- Anita Ekberg – doamna frumoasă
- Antonio Acqua – funcționarul în vârstă
- Donatella Della Nora – sora lui Antonio
- Dante Maggio – muncitorul
- Alberto Sorrentino – un muncitor
- Mario Passante – paraclisierul

Lucrul
- Tomas Milian – contele Ottavio
- Romy Schneider – Pupe
- Romolo Valli – avocatul Zacchi
- Paolo Stoppa – avocatul Alcamo (nemenționat)

Tombola
- Sophia Loren – Zoe
- Luigi Giuliani – Gaetano
- Annarosa Garatti – prietena lui Zoe